# Шпола
Шпо́ла (укр. Шпо́ла) — город в Черкасской области Украины. Входит в Звенигородский район; до 2020 года был административным центром упразднённого Шполянского района.

## Географическое положение
Находится на реке Шполка.

## История

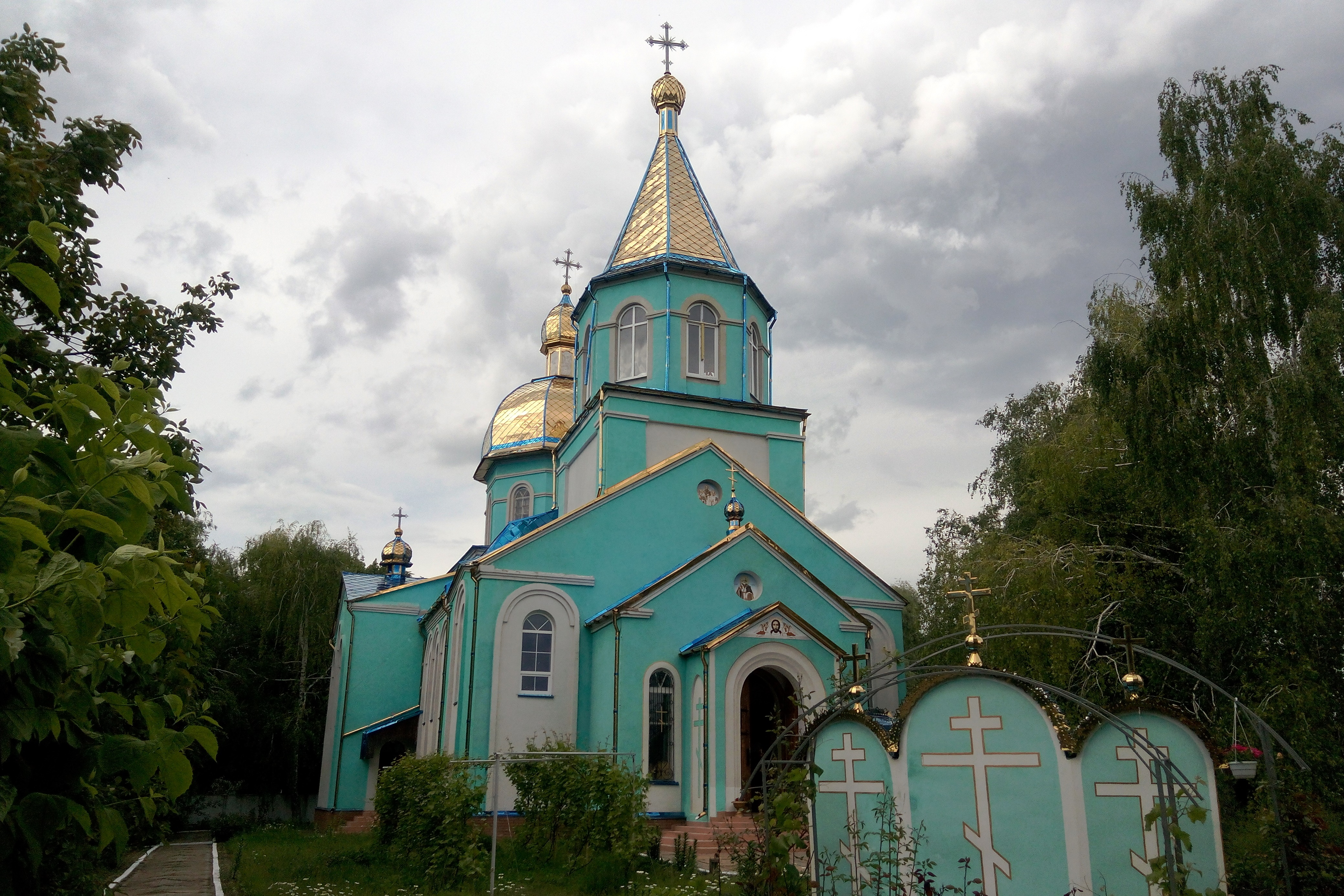
Церковь Святого Николая

Впервые Шпола упоминается в документах 1594 года. Во второй половине XVII века Шпола разрушена татаро-турецкими войсками и возродилась в начале XVIII века. Как село Звенигородского староства Речи Посполитой упоминается в XVIII веке.
в 1702 году на шполянщине или как тогда называли эту местность Германувщиной отгремело Восстание Палия, после него с 1704 по 1714 год земли шполянщины получили фактическую независимость хотя формально до 1709 года находились под властью Мазепы.
В 1768 году жители Шполы и её окрестностей под руководством главарей Степана Главацкого и Савки Плиханёнка активно участвовали в антифеодальном восстании — Колиивщины.
В 1787 году Францишек Ксаверий Любомирский продал свои Смелянские владения Григорию Потёмкину, но в 1798 году часть этих владений а именно Шполянский ключ выкупила Дария Николаевна Лопухина.
С 1797 года Шпола вошла в Звенигородский уезд Киевской губернии.
В 1903 году численность населения составляла 7 690 человек, здесь действовали сахарный, мыловаренный, винокуренный, чугунолитейный и три кожевенных завода; 2 народных училища, церковно-приходская школа, 2 больницы, паровая мельница, 43 ветряные мельницы и 2 православные церкви.
В 1918—1919 гг. Шпола входила в состав Украинской Народной Республики, а в 1920 году была занята отрядами войск большевиков под командованием С.Буденного.
В 1923 году стала районным центром.
В 1929 году здесь был построен хлебоприёмный пункт.
В 1938 году Шпола получила статус города.

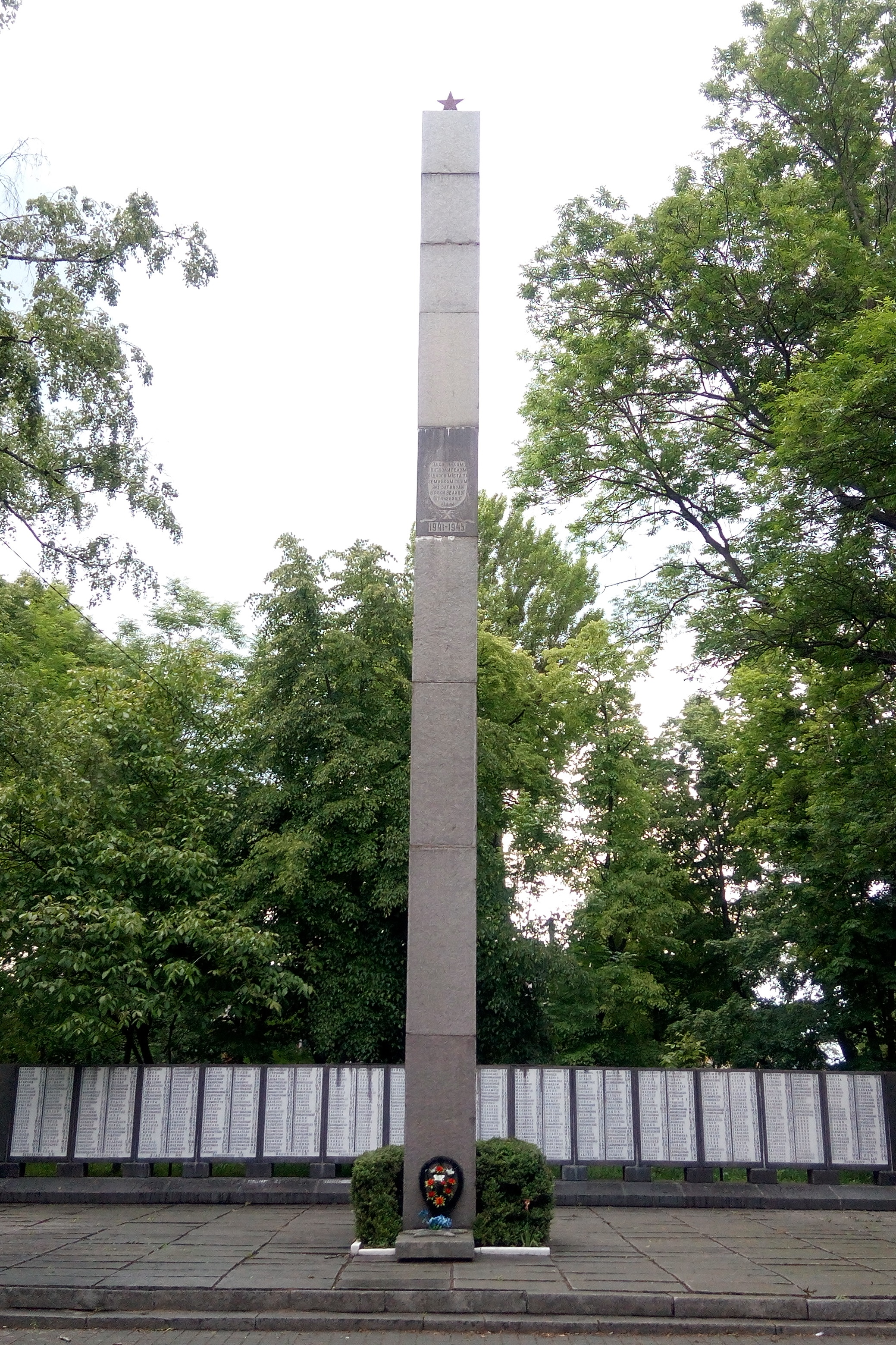
Обелиск погибшим воинам в "Парке Славы"

После начала Великой Отечественной войны в 1941 году Шпола была оккупирована наступавшими немецкими войсками.
27—28 января 1944 года в ходе Корсунь-Шевченковской наступательной операции подвижные отряды 1-го и 2-го Украинских фронтов встретились в Звенигородке и Шполе, замкнув кольцо окружения вокруг немецкой группировки. Бои в районе Шполы приняли ожесточённый характер.
По состоянию на начало 1957 года здесь действовали мебельная фабрика, несколько предприятий местной промышленности, три средние школы, три семилетние школы, музыкальная школа, школа-интернат, Дом культуры, 2 кинотеатра и 3 библиотеки.
В 1974 году численность населения составляла 21 тысячу человек, здесь действовали завод запасных частей (филиал Мытищинского машиностроительного завода), сахарный комбинат, мебельная фабрика, швейная фабрика и кондитерская фабрика. В 1977 году здесь было построено здание райкома и райисполкома (архитектор Н. Кириленко).
В январе 1989 года численность населения составляла 22 378 человек, основой экономики в это время являлись завод запасных частей, мебельная фабрика, швейная фабрика и несколько предприятий пищевой промышленности.
В мае 1995 года Кабинет министров Украины утвердил решение о приватизации находившихся в городе АТП-17150, райсельхозтехники и райсельхозхимии, в июле 1995 года — утвердил решение о приватизации завода «Прогресс», сахарного комбината и городского хлебозавода.
В ноябре 2005 года хлебозавод перешёл в собственность концерна «Хлебпром».
30 марта 2007 года хозяйственный суд Черкасской области возбудил дело о банкротстве швейной фабрики.

## Население
На 1 января 2013 года численность населения составляла 17 806 человек.

### Языковой состав
Родной язык населения по данным переписи 2001 года:
| Язык       | Численность, чел. | Доля     |
| ---------- | ----------------- | -------- |
| Украинский | 18 670            | 97,36 %  |
| Русский    | 428               | 2,23 %   |
| Другие     | 78                | 0,41 %   |
| Итого      | 19 176            | 100,00 % |

## Транспорт
Железнодорожная станция Шпола на линии Цветково — Христиновка Одесской железной дороги.